# Sōma Kokkō

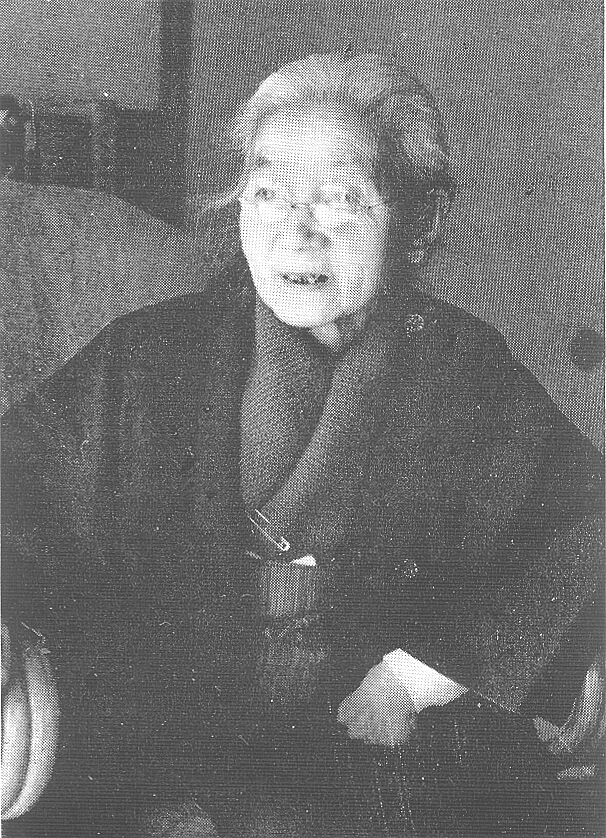
Sōma Kokkō

Sōma Kokkō (japanisch 相馬 黒光; geboren 12. September 1876 in der Präfektur Miyagi; gestorben 2. März 1955) war eine japanische Schriftstellerin.

## Leben und Wirken
Sōma Kokkō stammte aus einer Samurai-Familie in der Präfektur Miyagi. Ihr Mädchenname war Hoshi Ryō (星 良), sie war die Nichte der Frauenrechtlerin 
Sasaki Toyoju (1853–1901). Sie interessierte sich früh für Literatur, besuchte die „Miyagi Girls’ School“ (宮城女学校) und machte ihren Abschluss 1895 an der „Meiji Girls’ School“ (明治女学校), wo sie als „Mädchen mit Ambitionen“ aufgefallen war. 1897 heiratete sie den sozial engagierten Geschäftsmann Sōma Aizō (相馬 愛蔵; 1870–1954) und gründete mit ihm 1901 die Bäckerei „Shinjuku Nakamuraya“ (新宿中村屋). Während das Geschäft blühte, nutzten sie den Laden als Salon für Künstler. Sie unterstützten den Bildhauer Ogiwara Rokuzan, den Maler Nakamura Tsune, den blinden Jeroshenko, Shimamura Hōgetsu und seine Theatergruppe, den Inder Rash Behari Bose (1886–1945) und andere. Ihr halbautobiografisches Buch „Mokui“ (黙移) – etwa „Das Schweigen“ (1934) ist eine wertvolle Informationsquelle zur Literatur- und Frauengeschichte, es gibt einen guten Überblick über die Bewegungen der Meiji-Mädchenschule und Mitglieder der „literarischen Welt“. „Meiji shoki no san josei“ (明治初期の三女性) – „Drei Frauen in der frühen Meiji-Zeit“ (1940) ist eine Biographie, mit der Sōma den fortschrittlichen Frauen wie Kishida Toshiko (1863–1901) ein Denkmal setzte. „Hirosgawa no hotori“ (広瀬川の畔) – „Am Hirose-Fluss entlang“ ist ein weiteres Werk.